# 1989 Tatry
1989 Tatry eller 1971 QA är en asteroid i huvudbältet som upptäcktes den 20 mars 1955 av de båda tjeckoslovakiska astronomerna Alois Paroubek och Regina Podstanická vid Observatórium Skalnaté pleso. Den är uppkallad efter bergskedjan Vysoké Tatry.
Asteroiden har en diameter på ungefär 9 kilometer.